# الیزا سانتونی
الیزا سانتونی (به انگلیسی: Elisa Santoni) ژیمناست زادهٔ ۱۰ دسامبر ۱۹۸۷ میلادی اهل کشور ایتالیا است.